# Billy Abercromby
Billy Abercromby (Paisley, Escocia; 14 de septiembre de 1958-18 de junio de 2024) fue un futbolista escocés que jugó en la posición de centrocampista.

## Equipos
| Periodo   | Club                    | Apariciones | Goles |
| --------- | ----------------------- | ----------- | ----- |
| 1976–1988 | St Mirren FC            | 288         | 15    |
| 1988–1989 | Partick Thistle FC      | 10          | 0     |
| 1989–1990 | Dunfermline Athletic FC | 9           | 0     |
| 1990      | Cowdenbeath FC          | 4           | 0     |
| 1990–1991 | East Stirlingshire FC   | 5           | 0     |

## Logros
- Copa de Escocia (1): 1986/87
- Segunda División de Escocia (1): 1976/77
- Copa Anglo-Escocesa (1): 1979/80
- Copa de Glasgow (1): 1988/89